# Водоспад Боуен
Водоспа́д Бо́уен, Бовен (англ. Bowen Falls) — народжений самою природою водоспад на шляху однойменної річки Бовен, що тягнеться на 8 кілометрів у мальовничій долині.

## Загальні відомості
Водоспад Бовен — одна з найкрасивіших пам'яток в Новій Зеландії. Серед місцевого населення він відомий як водоспад Леді Бовен, названий так на честь Діамантини Бовен, дружини п'ятого генерал-губернатора Нової Зеландії Джорджа Бовена. Водоспад розташований в Національному парку Фьордленд, який із площею понад 12,5 тис. км² є найбільшим у країні. У цій мальовничій області, що налічує в цілому 14 фіордів, переважають прекрасні пагорби, кришталево чисті води та ліси. Фіорди були утворені під час льодовикового періоду. Парк розкинувся в південно-західній частині Південного острова, дванадцятого за величиною острова у світі. Через рідкісну флору та фауну, так само як і через унікальну геологію та ландшафт Національного парку з прекрасним водоспадом, парк був включений до списку Всесвітньої природної спадщини ЮНЕСКО в 1990-му році. Всього на території парку зустрічається п'ять великих озер і кілька водоспадів, проте найпомітніший з них-водоспад Бовен. Вода водоспаду стікає з висоти в 162 м. У районі парку, недалеко від водоспаду, розташовується знаменитий природний феномен — Мілфордська затока, одне з найпопулярніших туристичних місць Нової Зеландії а також величний водоспад Стерлінг.

## Назва
Серед місцевого населення водоспад Бовен відомий як водоспад Леді Бовен, названий так на честь Діамантини Бовен (Diamantina Bowen), дружини п'ятого губернатора Нової Зеландії Джорджа Бовена.